# Сорель, Жан
Жан Сорель (фр. Jean Sorel, настоящее имя Жан де Комбо-Рокбрюн (фр. Jean de Combault-Roquebrune; род. 25 сентября 1934, Марсель) — французский киноактёр, снимался также в итальянском и испанском кино.

## Биография
Жан родился в дворянской семье и по материнской линии его родословная восходит к Капетингам. Его отец Гий де Комбо-Рокбрюн командовал французским воздушным десантом и в составе специального подразделения британской Особой воздушной службы погиб в сентябре 1944 года под Сенесе-ле-Гран (Бургундия).
Впервые с театром Жан соприкоснулся во время обучения в École normale supérieure. Свою первую роль он сыграл в пьесе Шекспира «Венецианский купец». После прохождения армейской службы в Алжире (1956—1957 годы) он решил посвятить себя актёрской карьере. Он сыграл свою первую эпизодическую роль в экранизации произведения Бориса Виана «Я приду плюнуть на ваши могилы» 1959 года (режиссёр: Мишель Гаст). На следующий год он получает свою первую главную роль в фильме Жака Бурдона «Львята» («Les Lionceaux», 1960). Затем он снимается в ряде итальянских фильмов: «Сладкие обманы» (1960) Альберто Латтуады, «Это случилось в Риме» (1960) Мауро Болоньини. Из-за внешней привлекательности Сореля нередко сравнивали с Аленом Делоном.
Прорывом для актёра стала главная роль в сегодня почти забытом фильме 1960 года «Горький плод любви» (режиссёр: Жак Бурдон). С этого момента Жан Сорель появлялся во многих картинах.
Заметными работами актёра являются: роль Тома Феннела в фильме «Очаровательная Джулия» — экранизации романа Сомерсета Моэма «Театр» (1961; режиссёр: Альфред Вайденман), роль графа в фильме Роже Вадима «Карусель» (1964), неоднозначная роль Джанни в фильме Лукино Висконти «Туманные звёзды Большой Медведицы» (1965), роль супруга героини Северины (Катрин Денёв) в фильме Луи Бунюэля «Дневная красавица» (1967). В конце 1960-х годов Сорель появляется в различных фильмах джалло.
С 1970-х годов Сорель реже снимается, больше появляется в телевизионных проектах и театре (постановки Роже Планшона).
В последующие годы актёр продолжил сниматься в фильмах разных жанров, появляется в комедиях с Адриано Челентано, Бадом Спенсером, Тьерри Лермиттом, телесериалах.
В июне 2011 года Жана Сореля наградили Орденом Искусств и литературы.

### Личная жизнь

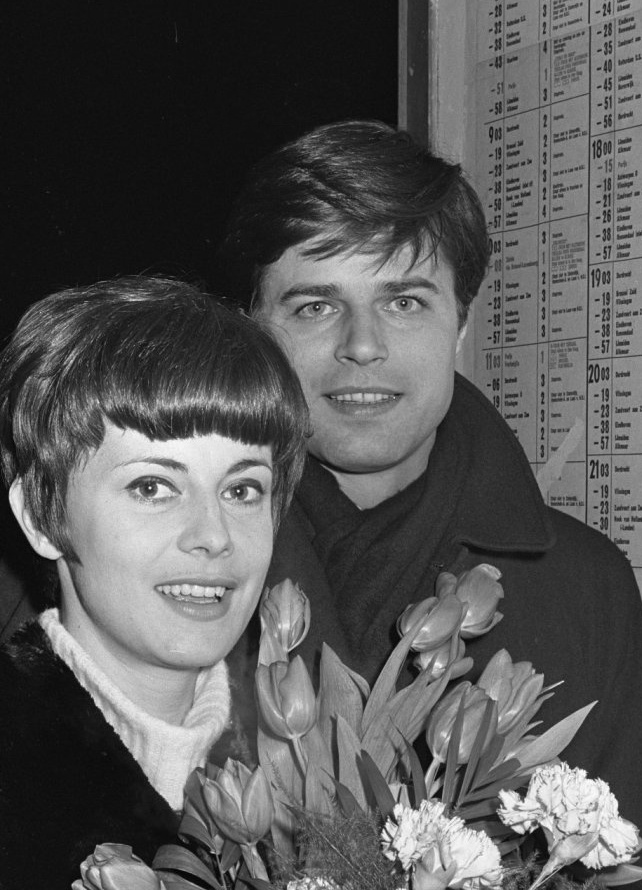
Жан Сорель с супругой Анной-Марией Ферреро в 1966 году на Центральном вокзале Амстердама

В 1962 году Сорель женился на итальянской актрисе Анне-Марии Ферреро (1935—2018), которая после замужества закончила свою актёрскую карьеру.
Вторая супруга — Патрисия Сорель (Бальме). Бракосочетание состоялось в 2018 году.

## Избранная фильмография
- 1959 — Я приду плюнуть на ваши могилы; Элмер
- 1960 — Глупый день[англ.]; Давид
- 1961 — Да здравствует Генрих IV, да здравствует любовь! (Vive Henri IV, vive l'amour); принц Конде
- 1961 — Амели или Время любить[англ.]; Алан
- 1962 — Четыре дня Неаполя; Ливорнец
- 1962 — Вид с моста; Родольфо
- 1963 — Жерминаль[англ.]; Этьен Лантье
- 1963 — Мороз по коже; Поль Жене
- 1964 — Карусель[англ.]; граф
- 1965 — Куколки; Винченцо
- 1965 — Туманные звезды Большой Медведицы; Джанни
- 1965 — Сделано в Италии[фр.]; Орландо
- 1967 — Дневная красавица; Пьер
- 1967 — Убей меня скорей, мне холодно; Франко
- 1968 — Нежные руки Деборы; Марсель
- 1969 — Ателье моделей[англ.]; Секретарь
- 1969 — Одна на другой[англ.]; доктор Жорж Дюмьер
- 1970 — Паранойя[англ.]; Морис Саваж
- 1971 — Ящерица в женской коже; Фрэнк Хаммонд
- 1971 — Короткая ночь стеклянных кукол; Грегори Мур
- 1973 — День Шакала; Бастьен-Тьери
- 1977 — Дети из шкафа[фр.]; Берлу
- 1979 — Сёстры Бронте; Лейланд
- 1979 — Рождение дня[фр.] / La naissance du jour (реж. Жак Деми); Виаль
- 1981 — Крылья голубки[фр.] (реж. Бенуа Жако); Лукирш
- 1982 — Бонни и Клайд по-итальянски; Капитан
- 1986 — Уличная девка; Жильбер
- 1987 — Ворчун; Джулио Макиавелли
- 1991 — Миллионы; Лео Феретти
- 1997 — Пустыня в огне (сериал)[фр.]; Миллер